# Маніакальний синдром

Пацієнти з маренням величі можуть помилково думати, що вони набагато могутніші, ніж вони є насправді (Манія величі).

Маніакальний синдром, також маніячний синдром, маніакальний епізод, манія  — афективний стан психіки та поведінки, який являє собою фазу манії, куди належать гіпоманічні або маніакальні епізоди у осіб, які мали один або декілька попередніх афективних епізодів (депресивних, гіпоманій, маніакальних або змішаних), є одною з фаз біполярного афективного розладу. Виникає як окремі епізоди, так і в поєднанні з афективною хворобою у повторюваних рецидивах. У певному сенсі є протилежністю депресії. Це синдром з різноманітними причинами. Незважаючи на те, що переважна більшість випадків виникає в контексті біполярного розладу, він є ключовим компонентом інших психічних розладів (таких як шизоаффективні розлади, біполярний розлад типу I) і може також стати вторинним при різних загальних захворюваннях, таких як розсіяний склероз. Для цього психічного розладу характерна так звана «маніакальна трійка» основних симптомів: патологічно підвищений настрій (гіпертимія), підвищення розумової (тахіпсихія) і рухової активності. Цей піднесений загалом стан не спричинено ніякими об'єктивними причинами  — саме це відрізняє патологію від фізіологічно обумовленого психоемоційного піднесення.
Під час манії потреба у сні зменшується. Виникає надмірне напруження областей головного мозку, яке, коли не обробляється, може спричинити психотичні прояв. Знижена форма манії, яка все ще явно перевищує звичайні коливання настрою, називається гіпоманія.

## Види
Маніакальні стани проявляються безпричинно підвищеним настроєм, руховим збудженням: настрій у хворих пречудовий, вони відчувають незвичайну бадьорість, приплив сил, беруться за масу справ і не доводять жодну з них до кінця, говорять без упину, співають, читають вірші, переоцінюють власну особистість, будують грандіозні плани на майбутнє.
У залежності від переважання в картині манії тих чи інших розладів, виділяють окремі її форми:
1. весела (сонячна) манія  — за неї проявляються усі симптоми тріади — підвищено-оптимістичний настрій з помірним мовним і руховим збудженням;
2. гнівна манія  — на додаток до компонентів тріади характерні агресивність, дратівливість, спалахи гніву та люті
3. непродуктивна манія  — спостерігаються усі характерні симптоми окрім потягу до діяльності, тобто підвищення фізичної активності не супроводжується збільшенням якоїсь осмисленої діяльності
4. манія з маренням  — манія, що супроводжується маренням на тему власної величі, при цьому марення за маніакального синдрому логічно послідовні, не є повністю безглуздими чи абсолютно фантастичними і найчастіше пов'язані з професійною діяльністю хворого
5. маніакально-параноїдна манія  — манія з маренням на тему переслідування
6. дитяча манія  — манія що супроводжується грайливістю, дитячістю в поведінці, манірністю, дурнуватими «дитячими» жартами
7. гіпоманія  — манія зі слабко вираженими симптомами. Це легкий варіант маніакального стану — більш легка версія манії. Основні симптоми такі ж, як і в манії, але вони більш обмежені і не пов'язані з істотною функціональною недостатністю. Гіпоманія включена в біполярний розлад типу II.

### Класифікації
Поняття може бути класифіковане за різними підходами: за назвами, коли друга частина складного слова закінчується словом «…манія»; за розглядом поняття у плані афективних розладів настрою та імпульсних розладів і звичок в поведінці. У МКХ-10 слово «манія» використовується на позначення назви категорії афективного епізоду в блоці афективних розладів настрою, а також у складі назви підрозділів цієї категорії — імпульсних розладів і звичок в поведінці; у складі назви симптому чи синдрому.
- Гіпоманія (легкий варіант маніакального стану) і манія — поняття, які використовуються на позначення фази біполярного афективного психічного розладу;
- Маніакальний синдром
- При класифікації за повторюваністю тем у маячних розладах:

- Еротоманія — пацієнт переконаний, що інша людина закохана у нього/неї;
- Манія переслідування — характеризується виникненням логічно збудованої системи поведінки, яка заснована на стійких ідеях переслідування.
- Манія величі — поєднання безглуздості і грандіозних розмірів;
- Манія багатства — поєднання безглуздості і грандіозних розмірів;
- Дисморфоманія — хворобливі переживання, що характеризуються появою думок про вигадане, уявне каліцтво (виродливість).

- При класифікації за систематикою :

- Весела (сонячна) манія — підвищено-оптимістичний настрій з помірним мовним і руховим збудженням;
- Гнівлива манія — поєднання підвищеного настрою з невдоволеністю, прискіпливістю, дратівливістю;
- Сплутана манія — виникнення на фоні підвищеного настрою безладного мовного і неупорядкованого рухового збудження;
- Непродуктивна манія — поєднання піднесеного настрою та рухового збудження з відсутністю потягу до діяльності, бідністю мислення, одноманітністю і непродуктивністю висловлювань;
- Манія з маренням — поєднання підвищеного настрою з різноманітними формами образної, рідше інтерпретативної маячні;
- Загальмована манія — сполучення підвищеного настрою, в ряді випадків і мовного збудження, з руховою загальмованістю, яка досягає інтенсивності ступору; поєднання піднесеного настрою, мовного збудження з руховою загальмованістю;
- Манія з пустотливістю — поєднання підвищеного настрою, мовного і рухового збудження з манірністю, дитячістю, блазнюванням, недоречними жартами;
- Манія зі привласненням ідей — манія з прискоренням асоціативного мислення. Клінічно схожа на розірваність мислення;
- Дисморфоманія — патологічна впевненість у наявності уявної фізичної недостатності

- При класифікації імпульсних розладів і звичок в поведінці:

- Клептоманія — патологічне сильне бажання вкрасти що-небудь, що зазвичай не супроводжується потребою мати вкрадений предмет.
- Піроманія — незбориме хворобливе ваблення до підпалів, що виникає імпульсивно.
- Дромоманія — позбавлений будь-якої мотивації потяг до бродяжництва.
- Трихотиломанія — потяг до виривання власного волосся

- За розладами потягів:

- Дипсоманія — нестримний потяг до спиртних напоїв. Приступ запою, який проявляється у раптовому непереборному потягу до алкогольних напоїв і триває декілька днів, рідше — тижнів;
- наркоманія — зловживання речовинами внесеними в перелік наркотиків;
- токсикоманія — у вітчизняній наркології це зловживання речовинами не внесеними в перелік наркотиків;

- За ефекторно-вольовими розладами:

- Німфоманія (гіперсексуальність) підвищення статевого потягу з відповідною поведінкою

При класифікації за віком:
- Сенільна манія — марення в разі маячного психозу пресенільного віку/періоду (пресенільного маревного психозу) — маніакальний синдром, що виникає у старечому віці, частіше у формі гнівливої, сплетеної або непродуктивної манії. (маячення заподіяної шкоди, наявність виразних маячних ідей переслідування та ревнощів).

При класифікації за тривалістю:
- Транзиторна манія — маніакальний синдром, що спостерігається впродовж лише кількох годин або днів.
- Хронічна манія — гіпоманіакальний стан, який зберігається впродовж багатьох років.

#### У МКХ-10
У 10-му перегляді Міжнародної статистичної класифікації захворювань та пов'язаних із здоров'ям проблем слово «манія» використовується на позначення назви категорії афективного епізоду («F30. Маніакальний епізод») в блоці афективних розладів настрою (МКХ-10 [F00 F99] Розлади психіки та поведінки), а також у складі назви підрозділів цієї категорії:
- F30.0 Гіпоманія;
- F30.1 Манія без психотичних симптомів;
- F30.2 Манія з психотичними симптомами;
- F30.8 Інші маніакальні епізоди;
- F30.9 Маніакальний епізод, неуточнений;

у складі назви підрозділів категорії «F31 Біполярний афективний розлад»:
- F31 Біполярний афективний розлад;
- F31.1 Біполярний афективний розлад, сучасний маніакальний епізод без психотичних симптомів;
- F31.2 Біполярний афективний розлад, сучасний маніакальний епізод з психотичними симптомами;

у складі назви імпульсних розладів і звичок у поведінці:
- F63.1 Піроманія;
- F63.2 Клептоманія
- F63.3 Трихотиломанія тощо.

## Клінічні прояви
Зазвичай, хоч і не завжди, при маніакальному синдромі спостерігається посилення інстинктивної діяльності  — покращується апетит, збільшується статевий потяг, посилюються самозахисні реакції, також хворі переоцінюють себе, що часом доходить до манії величі. Найчастіше маніакальний синдром спостерігається в межах маніакально-депресивного психозу як його маніакальна фаза, однак часом трапляється і при інших захворюваннях  — різноманітних психозах (інфекційних, токсичних, органічних та інших), органічних ураженнях головного мозку тощо.
Хворі на маніакальний синдром знаходяться в постійно піднесеному настрої. Усе сприймається позитивно в тому числі й негативні події. При цьому для них характерна крайня поверхневість у судженнях та оцінках реальності. Такі хворі повні оптимізму  — життя для них прекрасне й безпроблемне, вони відчувають постійну бадьорість, приплив сил. Вони не втомлюються і як їм здається не слабують на хвороби. У цьому стані люди зазвичай беруться одночасно за безліч справ, але через властиву синдромові нездатність до зосередження, схильність до відволікання та перескакування (втрати) інтересу майже ніколи не доводять розпочате до кінця. Як правило хворі виглядають молодше за свій вік, мають радісний вираз обличчя, в них блищать очі, а з губ не сходить посмішка. Вони переоцінюють свою зовнішність і вважають себе красенями та красунями, часто зловживають яскравою косметикою. Для таких осіб характерна гіперактивність  — вони весь час знаходяться в русі, ні хвилини не можуть всидіти на місці, постійно співають, танцюють, хапаються за якусь роботу.
Окрім фізичної активності прискорюється також розумова  — мислення прискорене, характерні «стрибки ідей». Спостерігається виражене мовленнєве збудження, хворі постійно голосно та швидко говорять. Часто через перенапруження голосових зв'язок за деякий час голос хрипне чи навіть пропадає, але це ніяк не відбивається на поведінці хворих які продовжують говорити і співати «голосним шепотом». Для мовлення характерне перескакування з однієї теми до іншої, часто не договоривши одну думку людина вже починає іншу. При маніакальному синдромі може відмічатись загострення пам'яті (гіпермнезія).
Для хворих на маніакальний синдром характерне підвищення соціальної активності. Вони легко заводять нові знайомства і прагнуть до постійного розширення кола спілкування. Хворі схильні до необдуманих вчинків, легко витрачають гроші. На піку маніакального стану можуть виникнути ідеї марення про свої необмежені фізичні та психічні можливості, про наявність особливих здібностей, таланту, геніальності. Однак подібна переоцінка та пов'язані з нею висловлювання зазвичай не доходять до рівня повного марення і не відрізняються стійкістю. Внаслідок переоцінки себе та зменшення здатності до критичного мислення хворі часто не сприймають зауважень та заперечень, діють не зважаючи на інших, безтактні, легко йдуть на конфлікти.
Виразність симптомів тріади може бути різною в різних хворих, а також змінюватися з плином часу у хворого в міру розвитку захворювання наприклад залежати від стадії розвитку маніакальної фази маніакально-депресивного психозу.
Для виявлення маніакального синдрому використовується тест на манію, так звана шкала Альтмана